# Чжаосянь
Чжаося́нь (кит. упр. 赵县, пиньинь Zhào xiàn) — уезд городского округа Шицзячжуан провинции Хэбэй (КНР).

## История
В древности эти места входили в царство Чжао. Во времена Троецарствия в царстве Вэй был создан удел Чжао. Во времена империи Северная Вэй здесь был округ Чжао (赵郡), во времена империи Северная Ци — область Чжао (赵州). При империи Цин в 1725 году область Чжао была поднята в статусе до Непосредственно управляемой области Чжао (直隶赵州).
После Синьхайской революции в Китае была произведена реформа структуры административного деления, в ходе которой области были упразднены, и в 1913 году область была преобразована в уезд.
В 1949 году был образован Специальный район Шицзячжуан (石家庄专区), и уезд вошёл в его состав. В 1958 году уезд был присоединён к уезду Нинцзинь, но в 1961 году воссоздан. В ноябре 1967 года Специальный район Шицзячжуан был переименован в Округ Шицзячжуан (石家庄地区).
В 1993 году постановлением Госсовета КНР округ Шицзячжуан и город Шицзячжуан были объединены в городской округ Шицзячжуан.

## Административное деление
Уезд Чжао делится на 7 посёлков и 4 волости.

## Достопримечательности
В уезде расположен Чжаочжоуский мост, который по легенде построил Лу Бань за одну ночь, и испытали на прочность Чжан Голао (один из восьми бессмертных), навьючивший на своего осла Солнце и Луну, и святой Чай-ван (кит. упр. 柴王爷), погрузивший на свою тачку четыре горы. При этом, чтобы мост не разрушился, Лу Баню пришлось поддерживать его снизу. Соответствующий образ является одним из сюжетов на китайских новогодних лубочных картинках.